# ヴォルフガング・ヴィントガッセン
ヴォルフガング・フリッツ・ヘルマン・ヴィントガッセン（ドイツ語：Wolfgang Fritz Hermann Windgassen、1914年6月26日 - 1974年9月8日）は、ドイツのオペラ歌手（テノール）。戦後最大のヘルデンテノール（ワーグナー歌いのテノール）。 

## 生涯
フランスのオート＝サヴォワ県アヌマッスに生まれる。父フリッツ・ヴィントガッセンはカッセルとシュトゥットガルトで有名なヘルデンテノール、母ファリ・フォン・デア・オステンはカッセルのコロラトゥーラソプラノ、母の妹エーファ・フォン・デア・オステンはドレスデンのオペラファンに愛されたソプラノ、父フリッツの再婚相手はソプラノのローレ・ヴィスマンであった。 
ヴィントガッセンは当初シュトゥットガルト州立歌劇場 （ヴュルテンベルク州立歌劇場） の技術訓練生となったが、その後、シュトゥットガルト音楽演劇大学でアルフォンス・フィッシャー、マリア・ランフォツや父親に声楽を師事した。1939年にプフォルツハイム歌劇場でプッチーニ『蝶々夫人』ピンカートンでデビューを果たす。 
第二次世界大戦中、兵役についていたヴォルフガングは、復員後の1945年にシュトゥットガルト州立歌劇場に入団し、死に至るまでこの歌劇場をホームグラウンドとして活動する事になる。当初はモーツアルト『魔笛』タミーノ、オッフェンバック『ホフマン物語』ホフマンなどのリリックテノールの役や、イタリアオペラの多くの役（ヴェルディ『椿姫』、『仮面舞踏会』、『リゴレット』、『運命の力』、『アイーダ』、プッチーニ『ラ・ボエーム』、『トスカ』、『蝶々夫人』、レオンカヴァッロ『道化師』、マスカーニ『カヴァレリア・ルスティカーナ』）を歌ったほか、ベートーヴェン『フィデリオ』フロレスタン、ウェーバー『魔弾の射手』マックスなど、より強靭な役も歌っている。1946年シュトゥットガルトにおけるヒンデミットのオペラ『画家マティス』のドイツ初演でシュヴァルプを歌った。 
1950年にはワーグナーの役を担当し、1951年にシュトゥットガルトで楽劇『ニーベルングの指環』の第1夜『ワルキューレ』のジークムント役を歌い、大成功を収める。さらに同年のバイロイト音楽祭の再開に際し『パルジファル』のタイトル・ロールに抜擢される。1953年からは『ローエングリン』と『指環』のジークフリート役もバイロイトで披露、これも大成功を収めた。 
彼の名を一躍有名にしたのは、同じくドラマティック・ソプラノとして知られたビルギット・ニルソンとのコンビによる『トリスタンとイゾルデ』であり、これはカール・ベームの指揮とともにバイロイトの歴史に名を残すこととなった。
彼は1970年までバイロイトでワーグナーの主要な役割（エリック、 タンホイザー、ローエングリン、ローゲ、 ジークムント、ジークフリート、ヴァルター・フォン・シュトルツィング、トリスタン、パルジファル）をすべて歌った。ヴィーラントの支援と指導のもと、彼はここで偉大な歌手に成長した。長年の舞台パートナーであるマルタ・メードルは「彼はもはや演じて歌っているのではありません。トリスタン、ジークフリート、パルジファルそのものなのです」と言い、カール・ベームは「ヴィントガッセンは、声、音楽性、容姿、知性、芸術家としての最高の感性など、全ての資質を併せ持つ稀有な存在です...少しでも芸術的素養を持つ人なら、ヴィントガッセンの言葉では表せない創造力に魅了されるでしょう。私見ですが、影響を受けない人がいるとしたら、もうこれ以上のことはできないでしょう」と評している。
ヴィントガッセンはバイロイトへの出演を続ける一方、1958年から録音が始められたジョン・カルショー（John Culshaw）プロデュース、ゲオルク・ショルティ指揮の『指環』でもジークフリートを歌っている。
ヴィントガッセンのレパートリーはワーグナーだけではない。ウェーバー『オイリアンテ』アドラール、リヒャルト・シュトラウス『影のない女』皇帝、ヴェルディ『オテロ』オテロなどがある。ヨハン・シュトラウス2世『こうもり』のアイゼンシュタインを歌うことも多かった。   
また彼は、ウィーン国立歌劇場やメトロポリタン歌劇場などの歌劇場に客演している。上記のほか、ロンドン、パリ、ミラノ、バルセロナ、ブエノスアイレス、シドニー、サンフランシスコなどである。1967年にはビルギット・ニルソンとともに初来日、ピエール・ブーレーズ指揮、ヴィーラント・ワーグナー演出で『トリスタンとイゾルデ』のタイトルロールを演じている。 
世界中からの魅力的なオファーにもかかわらず、彼は本拠地であるシュトゥットガルト州立歌劇場との契約を保持し続けた。 毎日、夜の公演が確保されているかどうか、4時に電話をかけてきたという。 
1970年にはホームグラウンド、シュトゥットガルト州立歌劇場の監督に就任、演出の分野に進出。 また、オペレッタ映画への出演もあり、ウィーンでベーム指揮のテレビ番組版『こうもり』（1971）ではメゾソプラノ歌手が少年貴族として演じることの多いオルロフスキー公爵をテノールでの老貴族役に変えて出演。1972年から1974年まではシュトゥットガルト州立歌劇場の芸術監督を務め、ムソルグスキー『ボリス・ゴドゥノフ』などの作品を手がけた。1963年から1972年まではドイツの劇場メンバー協同組合会長を務めた。1973年にミュンヘンで映画化されたレオン・イエッセル『黒い森の少女』への出演が、残された最後の姿となった。 

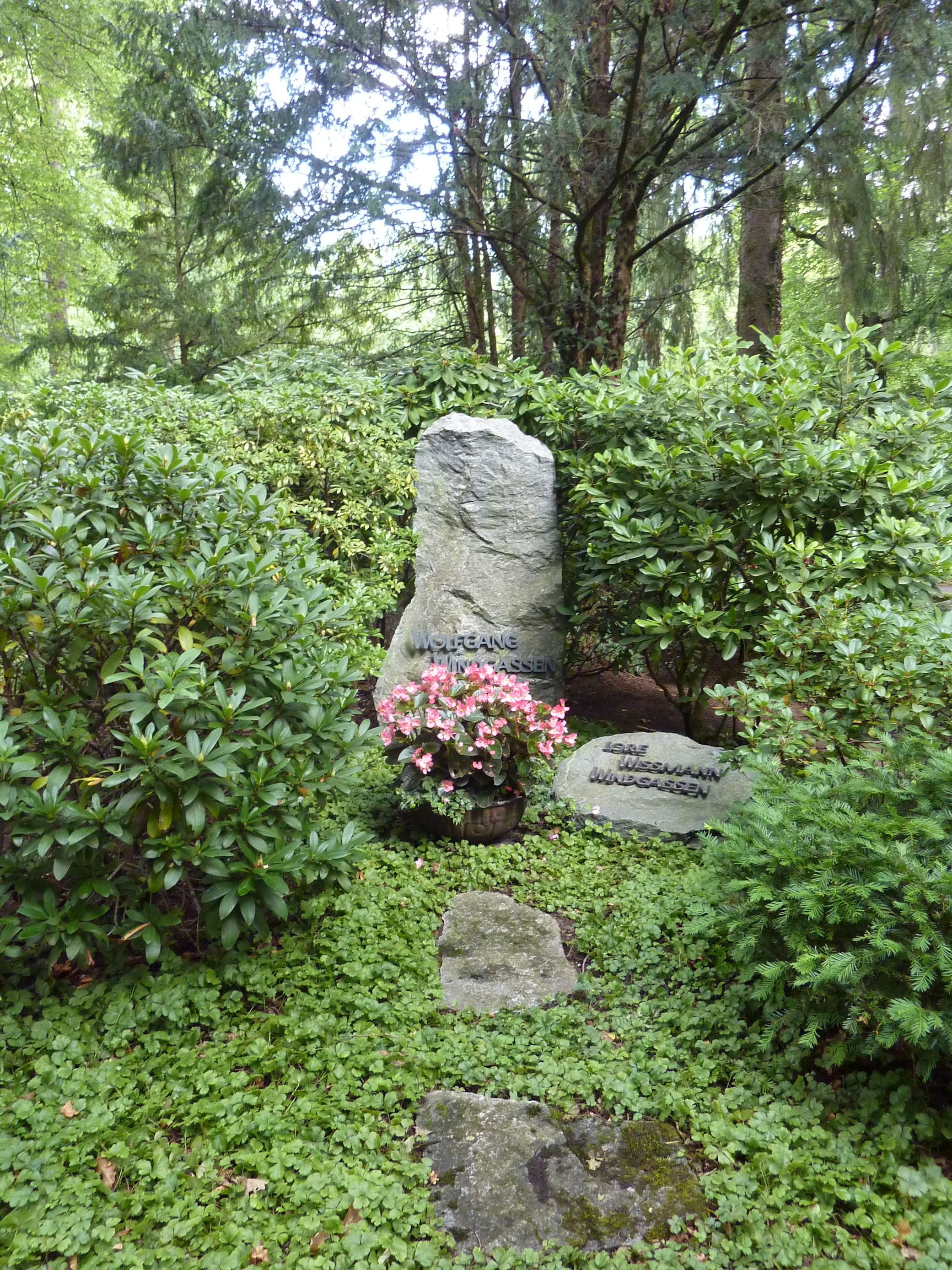
ヴォルフガング・ヴィントガッセンとローレ・ヴィスマンの墓

1974年、60歳の誕生日にシュトゥットガルト州立歌劇場でタンホイザーを歌ったわずか2か月余り後、心臓発作で急逝した。ヴィントガッセンの墓は、シュトゥットガルトの森の墓地にある。 

## 栄典
- 1972年：ドイツ連邦共和国功労勲章大功労十字章

## 映画
- 黒い森の少女（1973年）

## ディスコグラフィー
特に明記しない限りは完全収録版。 
配役の詳細はCDを参照のこと。 
- Windgassen – Ein Sängerporträt. Aufnahmen 1950 bis 1958. Dir.: Ferdinand Leitner u. a. (Uracant in Zusammenarbeit mit dem SWR).
- Florestan in Ludwig van Beethoven: Fidelio. Wien 1953. Dir.: Wilhelm Furtwängler (EMI).
- Florestan in Ludwig van Beethoven: Fidelio. Wien 1953. Dir.: Herbert von Karajan (Walhall).
- Otello in Giuseppe Verdi: Otello (Querschnitt) 1953. Dir.: Otto Gerdes (Deutsche Grammophon).
- Galba in Eugen d´Albert: Die toten Augen. Stuttgart 1951. Dir.: Walter Born (Myto Records).
- Aegisth in Richard Strauss: Elektra (HRE).
- Gerard in Carl Maria von Weber: Euryanthe. Stuttgart Oper live 8. Januar 1954 Dir.: Ferdinand Leitner (Walhall).

ワーグナーの作品： 
- Rienzi in Rienzi 1957. Dir.: Lovro von Matacic (Living Stage).
- Erik in Der Fliegende Holländer 1953. Dir.: Ferenc Fricsay, (Deutsche Grammophon); Bayreuth 1955. Dir.: Hans Knappertsbusch (Melodram).
- Tannhäuser in Tannhäuser. Bayreuth 1955. Dir.: André Cluytens (Walhall).
- Tannhäuser in Tannhäuser. Bayreuth 1962. Dir.: Wolfgang Sawallisch (Philips).
- Lohengrin in Lohengrin. Bayreuth 1953. Dir.: Joseph Keilberth (Teldec).
- Walther von Stolzing in Die Meistersinger von Nürnberg (Ausschnitte) 1952. Dir.: Ferdinand Leitner u. a.
- Walther von Stolzing, Bayreuth 1956 Dir.: André Cluytens (Music and Arts); Bayreuth 1960, Dir.: Hans Knappertsbusch (Melodram).
- Tristan in Tristan und Isolde. Bayreuth 1966, Dir.: Karl Böhm (Deutsche Grammophon).
- Tristan, Staatsoper Stuttgart 1973, Dir.: Carlos Kleiber (Living Stage).
- Tristan (Szenen). Dir.: Hermann Weigert, Ferdinand Leitner.
- Parsifal in Parsifal. Bayreuth 1951 (Teldec), Bayreuth 1952 (Archipel records), Bayreuth 1954 (Melodram), Dir.: Hans Knappertsbusch

ニーベルングの指輪： 
- Siegmund in Die Walküre. Stuttgart 1951 (nur 1. Aufzug). Dir.: Ferdinand Leitner (Deutsche Grammophon).
- Loge in Das Rheingold. NDR Hamburg 1952. Dir.: Wilhelm Schüchter (Gebhardt).
- Loge in Das Rheingold, Siegmund in Die Walküre. RAI Roma 1953, Dir.: Wilhelm Furtwängler (EMI, Gebhardt).
- Siegfried in Siegfried und Götterdämmerung. Bayreuth 1953, Dir.: Clemens Krauss. (Archipel)
- Siegfried in Siegfried und Götterdämmerung. Bayreuth 1953, Dir.: Joseph Keilberth (Andromeda).
- Siegmund in Die Walküre. Bayreuth 1956. Dir.: Hans Knappertsbusch (Melodram).
- Siegfried in Siegfried und Götterdämmerung. Bayreuth 1955 (stereo!), Dir.: Joseph Keilberth (Decca/Testament).
- Siegfried in Siegfried und Götterdämmerung. Bayreuth 1956 und 1958, Dir.: Hans Knappertsbusch (Melodram).
- Siegfried in Götterdämmerung. Bayreuth 1957, Dir.: Hans Knappertsbusch (Melodram).
- Siegfried in Siegfried (1962) und Götterdämmerung (1964). Dir.: Georg Solti (Decca).
- Loge in Rheingold, Siegfried in Siegfried und Götterdämmerung. Bayreuth 1967, Dir.: Karl Böhm (Philips).